# Élections municipales françaises de 1945
Les élections municipales se déroulent les 29 avril et 13 mai 1945. Ce sont les premières élections depuis la libération de la France et les premières où les femmes peuvent voter. 
Ces élections n'ont toutefois pas eu lieu dans les départements du Bas-Rhin, du Haut-Rhin, de la Moselle et du territoire de Belfort des combats trop récents ayant empêché la constitution des listes électorales. Elles furent donc reportées aux 23 et 30 septembre en même temps que les cantonales.

## Contexte
Alors que la guerre n'est pas encore officiellement terminée (la capitulation allemande du 8 mai 1945 sera signée entre les deux tours), les élections se déroulent dans une situation politico-sociale difficile : la situation économique reste très précaire, les prisonniers de guerre ne sont pas tous revenus et de nombreux règlements de comptes émaillent la vie politique locale.
Ces élections constituent le premier test pour la validité des institutions provisoires issues de la Résistance.
Le système électoral en vigueur est le système majoritaire à deux tours, sauf à Paris où les élections ont lieu au système proportionnel. Ce scrutin est marqué également par la participation des femmes, pour la première fois en France. Le 21 avril 1944, le droit de vote avait été accordé aux femmes en France par le Comité français de la Libération nationale, et confirmé par l’ordonnance du 5 octobre sous le Gouvernement provisoire de la République française. Étant donné l'absence de 2,5 millions de prisonniers de guerre, des déportés, des travailleurs du STO et de l'interdiction aux militaires de carrière de voter, le corps électoral est lors de ce scrutin composé d'un pourcentage de femmes allant jusqu'à 62 % (même si le chiffre de 53 % est aussi cité). Malgré le côté inédit de cette participation des Françaises à un scrutin, il n'y a pas d'émotion médiatique particulière sur ce sujet, en partie en raison des difficultés liées à l'immédiat après-guerre qui préoccupent davantage (retour des camps de déportés et prisonniers, rationnement alimentaire, etc.).

## Résultats
Au premier tour, les comités de Libération enregistrent un échec cuisant. Le parti communiste français est bien placé, tandis que les modérés et les radicaux s'effondrent. Enfin, le nouveau mouvement républicain populaire (MRP) fait une percée inattendue.
Au second tour, le MRP - attaqué de toutes parts et rejeté à droite - s'écroule par rapport au premier tour. Il n'obtient que 477 communes, revirement qui permet aux modérés de gagner finalement 15 600 communes et aux radicaux 6 400. À gauche, la SFIO atteint les 4 100 communes et le PCF 2 000. 
À droite, l'Alliance démocratique est majoritaire dans 5 499 communes et la Fédération républicaine dans 5 809 communes.
À Paris, où les élections ont eu lieu au système proportionnel, le Parti communiste devient le premier parti de la ville avec 27 sièges sur 90, mais reste loin d'obtenir une majorité.
| Ville            | Appartenance politique          |
| ---------------- | ------------------------------- |
| Paris            | Pas de maire à Paris à l'époque |
| Lyon             | Radical                         |
| Marseille        | SFIO                            |
| Lille            | SFIO                            |
| Nantes           | PCF                             |
| Bordeaux         | SFIO                            |
| Toulouse         | SFIO                            |
| Montpellier      | LJR / MRP                       |
| Nice             | SFIO                            |
| Strasbourg       | Radical                         |
| Nancy            | Radical                         |
| Le Havre         | Divers droite                   |
| Toulon           | PCF                             |
| Grenoble         | SFIO                            |
| Saint-Étienne    | Radical                         |
| Dijon            | CNIP                            |
| Metz             | Droite                          |
| Rouen            | CNIP                            |
| Aix-en-Provence  | SFIO                            |
| Nîmes            | PCF                             |
| Perpignan        | SFIO                            |
| Pau              | Radical                         |
| La Rochelle      | SFIO                            |
| Limoges          | PCF                             |
| Clermont-Ferrand | SFIO                            |
| Villeurbanne     | PCF                             |
| Besançon         | SFIO                            |
| Orléans          | Radical                         |
| Tours            | SFIO                            |
| Angers           | SFIO                            |
| Le Mans          | SFIO                            |
| Rennes           | Coalition droite-gauche         |
| Brest            | PCF                             |

## L'élection dans les grandes villes
Résultats dans les villes de plus de 70 000 habitants (recensement 1946).

### Angers
Il y a eu six listes au premier tour.
Résultats
| Liste | Liste                                                                                   | Tête de liste     | 1er tour     | 1er tour     | 2d tour      | 2d tour      | 2d tour |
| Liste | Liste                                                                                   | Tête de liste     | Voix         | %            | Voix         | %            |         |
| ----- | --------------------------------------------------------------------------------------- | ----------------- | ------------ | ------------ | ------------ | ------------ | ------- |
|       | SFIO Section française de l'Internationale ouvrière                                     | Auguste Allonneau |              |              | Non-présente | Non-présente |         |
|       | Républicaine d’union et d’action municipale Divers                                      |                   |              |              |              |              |         |
|       | Union démocratique et antifasciste Section française de l'Internationale ouvrière (PCF) | Louis Imbach      | Non-présente | Non-présente |              |              |         |

### Argenteuil
Résultats
| Tête de liste | Tête de liste | Liste                                             | 1er tour |
| Tête de liste | Tête de liste | Liste                                             | Voix     |
| ------------- | ------------- | ------------------------------------------------- | -------- |
|               | Victor Dupouy | Union Républicaine et Antifasciste (PCF-SFIO-MRP) | 90%      |
|               |               |                                                   | 10%      |

### Arras
Résultats
| Tête de liste | Tête de liste | Liste        | 1er tour | 2d tour | 2d tour |
| Tête de liste | Tête de liste | Liste        | Voix     | Voix    | Sièges  |
| ------------- | ------------- | ------------ | -------- | ------- | ------- |
|               |               | PCF          | 18,5 %   | 55,4 %  | 7       |
|               | Guy Mollet    | SFIO         | 32,4 %   | 55,4 %  | 12      |
|               |               | PRRRS        | %        | 55,4 %  | 6       |
|               |               | MRP          | %        | 44,5 %  | 2       |
|               |               | Modérés/CNIP | %        | Retiré  |         |

### Asnières
Résultats
| Liste | Liste                               | Tête de liste           | 1er tour | 1er tour | 2d tour | 2d tour | 2d tour |
| Liste | Liste                               | Tête de liste           | Voix     | %        | Voix    | %       |         |
| ----- | ----------------------------------- | ----------------------- | -------- | -------- | ------- | ------- | ------- |
|       | MRP Mouvement républicain populaire | Charles-Louis Froideval |          |          |         |         |         |

### Aubervilliers
Résultats
| Tête de liste  | Tête de liste  | Liste                                         | 1er tour | 1er tour |
| Tête de liste  | Tête de liste  | Liste                                         | Voix     | %        |
| -------------- | -------------- | --------------------------------------------- | -------- | -------- |
|                | Charles Tillon | Union républicaine et antifasciste (PCF-SFIO) | 15 274   | 71,98    |
|                | Armand Lavie   | Liste d'action démocratique et sociale (MRP)  | 5 945    | 28,01    |
| Inscrits       | Inscrits       | Inscrits                                      | 28 812   | 100      |
| Abstention     | Abstention     | Abstention                                    | 5 641    | 19,58    |
| Votants        | Votants        | Votants                                       | 23 171   | 80,42    |
| Blancs et nuls | Blancs et nuls | Blancs et nuls                                | 1 190    | 5,14     |
| Exprimés       | Exprimés       | Exprimés                                      | 21 981   | 94,86    |

### Bordeaux
Résultats
| Liste | Liste | Tête de liste    | 1er tour | 1er tour | 2d tour | 2d tour | 2d tour |
| Liste | Liste | Tête de liste    | Voix     | %        | Voix    | %       |         |
| ----- | --- | ---------------- | -------- | -------- | ------- | ------- | ------- |
|       | Républicaine d’Unité Française Section française de l'Internationale ouvrière (UDSR - Rad - PCF - Alliance démocratiqu) | Fernand Audeguil |          |          |         |         |         |

### Évreux
Résultats
| Tête de liste | Tête de liste   | Liste                              | 1er tour | 2d tour | 2d tour |
| Tête de liste | Tête de liste   | Liste                              | Voix     | Voix    |         |
| ------------- | --------------- | ---------------------------------- | -------- | ------- | ------- |
|               | Georges Chauvin | Union de la Résistance (PRRRS-PCF) | 44,7 %   | %       |         |
|               |                 | SFIO                               | 22,2 %   | %       |         |
|               |                 | Modérés                            | 29,7 %   | %       |         |

### Le Creusot
Résultats
| Tête de liste | Tête de liste    | Liste        | 1er tour | 1er tour                          |
| Tête de liste | Tête de liste    | Liste        | Voix     | Sièges                            |
| ------------- | ---------------- | ------------ | -------- | --------------------------------- |
|               | Marcel Jacquemin | DVG-PCF-SFIO | 100 %    | 27 (17 DVG et Ind, 5 PCF, 5 SFIO) |

### Lens
| Tête de liste | Tête de liste                        | Liste          | 1er tour | 1er tour | 2d tour | 2d tour |
| Tête de liste | Tête de liste                        | Liste          | Voix     | %        | Voix    | %       |
| ------------- | ------------------------------------ | -------------- | -------- | -------- | ------- | ------- |
|               | Communiste Parti communiste français | Auguste Lecœur |          |          |         |         |

### Le Havre
| Tête de liste                                    | Tête de liste                     | Liste                                              | Premier tour | Second tour | Sièges |
| Tête de liste                                    | Tête de liste                     | Liste                                              | %            | %           | CM     |
| ------------------------------------------------ | --------------------------------- | -------------------------------------------------- | ------------ | ----------- | ------ |
|                                                  | Pierre Courant puis Pierre Voisin | Républicains modérés-PRRRS diss.-Groupes de FFI-SE | 53,02        | 50,86       | 35     |
| Liste Républicaine d'action et de reconstruction |                                   |                                                    | 53,02        | 50,86       | 35     |
|                                                  | Émile Sicre puis Pierre Naze      | PRRRS-PCF-SFIO-MRP-FN-Libé-Nord-FUJP-UFF-SE        | 46,98        | 49,14       | 1      |
| Liste Républicaine antifasciste                  |                                   |                                                    | 46,98        | 49,14       | 1      |

### Le Mans
Résultats
| Liste | Liste                                               | Tête de liste  | 1er tour | 1er tour | 2d tour | 2d tour | 2d tour |
| Liste | Liste                                               | Tête de liste  | Voix     | %        | Voix    | %       |         |
| ----- | --------------------------------------------------- | -------------- | -------- | -------- | ------- | ------- | ------- |
|       | SFIO Section française de l'Internationale ouvrière | Henri Lefeuvre |          | 61       |         |         |         |

### Nice
Résultats
| Liste | Liste         | Tête de liste                                | 1er tour | 2d tour | 2d tour |
| Liste | Liste         | Tête de liste                                | Voix     | Voix    |         |
| ----- | ------------- | -------------------------------------------- | -------- | ------- | ------- |
|       | Virgile Barel | PCF                                          | %        | 42 %    |         |
|       | Jacques Cotta | Liste républicaine et socialiste (SFIO-PRRS) | %        | 57 %    |         |
|       |               | MRP                                          | %        | 57 %    |         |
|       | Jean Médecin  | Radicaux indépendants-Modérés/CNIP           | 18 %     | Retiré  |         |

### Paris
Résultats
| Liste | Liste        | Résultats | Résultats |
| Liste | Liste        | Voix      | Sièges    |
| ----- | ------------ | --------- | --------- |
|       | PCF          | 32 %      | 27        |
|       | SFIO         | 11,5 %    | 12        |
|       | UDSR         | 10,59 %   | 8         |
|       | PRRRS        | 4,96 %    | 6         |
|       | MRP          | 15,83 %   | 14        |
|       | Modérés/CNIP | 23,61 %   | 23        |

### Rennes
| Tête de liste                                           | Tête de liste          | Liste                         | Premier tour | Premier tour | Second tour | Second tour | Sièges | Sièges |
| Tête de liste                                           | Tête de liste          | Liste                         | Voix         | %            | Voix        | %           | CM     |        |
| ------------------------------------------------------- | ---------------------- | ----------------------------- | ------------ | ------------ | ----------- | ----------- | ------ | ------ |
|                                                         | Yves Milon             | Rép.mod. - PRRRS - SFIO - PCF |              |              | 21 336      | 47,30       | 36     |        |
| Liste antifasciste de la Démocratie et de la Résistance |                        |                               |              |              | 21 336      | 47,30       | 36     |        |
|                                                         | Louis Le Gall-La Salle | MRP                           |              |              | 18 021      | 39,95       | 0      |        |
| Liste d'Entente républicaine et populaire               |                        |                               |              |              | 18 021      | 39,95       | 0      |        |
|                                                         | François Chateau       | Rad. - Mod.                   |              |              |             |             | 0      |        |
| Union pour la reconstruction de la ville                |                        |                               |              |              |             |             | 0      |        |
|                                                         |                        |                               |              |              |             |             |        |        |
| Inscrits                                                | Inscrits               | Inscrits                      |              | 100,00       | 65 609      | 100,00      |        |        |
| Votants                                                 | Votants                | Votants                       |              |              | 45 474      | 69,31       |        |        |
| Exprimés                                                | Exprimés               | Exprimés                      |              |              | 45 102      | 68,74       |        |        |

### Saint-Brieuc
Résultats
| Tête de liste | Tête de liste | Liste                                     | 1er tour |
| Tête de liste | Tête de liste | Liste                                     | Voix     |
| ------------- | ------------- | ----------------------------------------- | -------- |
|               | Charles Royer | Union de la Résistance (SFIO-PCF-MRP-DVG) | 73,5 %   |
|               |               | Modérés/CNIP                              | 26,4 %   |

### Toulon
Résultats
| Liste                                                                         | Liste                                                                 | Tête de liste     | 1er tour | 1er tour | 2d tour | 2d tour | 2d tour |
| Liste                                                                         | Liste                                                                 | Tête de liste     | Voix     | %        | Voix    | %       |         |
| ----------------------------------------------------------------------------- | --------------------------------------------------------------------- | ----------------- | -------- | -------- | ------- | ------- | ------- |
|                                                                               | Union Patriotique Républicaine Antifasciste Parti communiste français | Jean Bartolini    | ~5 000   |          | 19 769  | 48,72   |         |
|                                                                               | Socialiste Section française de l'Internationale ouvrière             | Joseph Risterucci | ~3 000   |          | 11 260  | 27,75   |         |
|                                                                               | Mouvement Répulicain Populaire Mouvement républicain populaire        | Jean Labrosse     |          |          | 7 539   | 18,58   |         |
|                                                                               | Mouvement de Libération Nationale MLN                                 | Elie Lagier       |          |          | 4 229   | 10,42   |         |
|                                                                               |                                                                       |                   |          |          |         |         |         |
| Inscrits                                                                      | Inscrits                                                              | Inscrits          | 60 365   | 100,00   | 60 365  | 100,00  |         |
| Abstentions                                                                   | Abstentions                                                           | Abstentions       |          |          | 18 958  | 31,41   |         |
| Votants                                                                       | Votants                                                               | Votants           |          |          | 41 407  | 68,59   |         |
| Blancs et nuls                                                                | Blancs et nuls                                                        | Blancs et nuls    |          |          | 827     | 2       |         |
| Exprimés                                                                      | Exprimés                                                              | Exprimés          |          |          | 40 580  | 98      |         |
| Source : Archive du Var - Article du journal "La Lberté du Var" du 2 mai 1945 |                                                                       |                   |          |          |         |         |         |

### Tourcoing
Résultats
| Liste | Liste           | Tête de liste                                           | 1er tour | 1er tour | 2d tour | 2d tour | 2d tour |
| Liste | Liste           | Tête de liste                                           | Voix     | %        | Voix    | %       | Sièges  |
| ----- | --------------- | ------------------------------------------------------- | -------- | -------- | ------- | ------- | ------- |
|       | Fernand Lamblin | PRRRS-PCF                                               | 15 262   | 37,78    | 21 751  | 55,90   | 37      |
|       |                 | MRP                                                     | 12 459   | 30,84    | 17 153  | 44,09   |         |
|       |                 | SFIO                                                    | 6 265    | 15,51    | Retiré  |         |         |
|       |                 | « Entente républicaine et démocratique » (Modérés/CNIP) | 5 945    | 14,72    | Retiré  |         |         |
|       |                 | Divers                                                  | 456      | 1,12     |         |         |         |

- Premier tour : Exprimés : 40 301
- Second tour : Exprimés : 39 896